# Carroll County (Indiana)
Carroll County ist ein County im Bundesstaat Indiana der Vereinigten Staaten. Der Verwaltungssitz (County Seat) ist Delphi.

## Geographie
Das County liegt im mittleren Nordwesten von Indiana, ist im Westen etwa 100 km von Illinois entfernt und hat eine Fläche von 971 Quadratkilometern, wovon sieben Quadratkilometer Wasserfläche sind. Es grenzt im Uhrzeigersinn an folgende Countys: Cass County, Howard County, Clinton County, Tippecanoe County und White County.

## Geschichte
Carroll County wurde am 7. Januar 1826 als Original-County aus freiem Territorium gebildet. Benannt wurde es nach Charles Carroll, einem Unterzeichner der Unabhängigkeitserklärung der Vereinigten Staaten.
21 Bauwerke und Stätten des Countys sind im National Register of Historic Places eingetragen (Stand 31. August 2017).

## Demografische Daten
Nach der Volkszählung im Jahr 2000 lebten im Carroll County 20.165 Menschen in 7718 Haushalten und 5688 Familien. Die Bevölkerungsdichte betrug 21 Einwohner pro Quadratkilometer. Ethnisch betrachtet setzte sich die Bevölkerung zusammen aus 97,65 Prozent Weißen, 0,20 Prozent Afroamerikanern, 0,16 Prozent amerikanischen Ureinwohnern, 0,06 Prozent Asiaten und 1,39 Prozent aus anderen ethnischen Gruppen; 0,54 Prozent stammten von zwei oder mehr Ethnien ab. 2,93 Prozent der Bevölkerung waren spanischer oder lateinamerikanischer Abstammung.
Von den 7718 Haushalten hatten 33,2 Prozent Kinder unter 18 Jahre, die mit ihnen im Haushalt lebten. 63,5 Prozent waren verheiratete, zusammenlebende Paare, 6,5 Prozent waren allein erziehende Mütter und 26,3 Prozent waren keine Familien. 22,8 Prozent waren Singlehaushalte und in 10,5 Prozent lebten Menschen mit 65 Jahren oder darüber. Die Durchschnittshaushaltsgröße betrug 2,59 und die durchschnittliche Familiengröße lag bei 3,04 Personen.
26,3 Prozent der Bevölkerung waren unter 18 Jahre alt, 7,4 Prozent zwischen 18 und 24, 28,7 Prozent zwischen 25 und 44 Jahre. 23,6 Prozent zwischen 45 und 64 und 13,9 Prozent waren 65 Jahre alt oder älter. Das Durchschnittsalter betrug 37 Jahre. Auf 100 weibliche Personen kamen 99,6 männliche Personen. Auf 100 Frauen im Alter von 18 Jahren und darüber kamen 96,8 Männer.
Das jährliche Durchschnittseinkommen eines Haushalts betrug 42.677 USD, das Durchschnittseinkommen der Familien 50.216 USD. Männer hatten ein Durchschnittseinkommen von 35.348 USD, Frauen 21.385 USD. Das Prokopfeinkommen betrug 19.436 USD. 4,3 Prozent der Familien und 6,8 Prozent der Bevölkerung lebten unterhalb der Armutsgrenze.

## Orte im County
- Adams Mill
- Breezy Point
- Bringhurst
- Burlington
- Burrows
- C and C Beach
- Camden
- Carrollton
- Cutler
- Deer Creek
- Delphi
- Flora
- Gingrich Addition
- Lakewood
- Lexington
- Lockport
- Lower Sunset Park
- Ockley
- Owasco
- Patton
- Pittsburg
- Prince William
- Pyrmont
- Radnor
- Rockfield
- Roth Park
- Sandy Beach
- Scarlet Oaks
- Sharon
- Sleeth
- Terrace Bay
- Upper Sunset Park
- Walnut Gardens
- Wheeling

Townships
- Adams Township
- Burlington Township
- Carrollton Township
- Clay Township
- Deer Creek Township
- Democrat Township
- Jackson Township
- Jefferson Township
- Liberty Township
- Madison Township
- Monroe Township
- Rock Creek Township
- Tippecanoe Township
- Washington Township